# Thích Tịnh Khiết
Đại lão Hoà thượng Thích Tịnh Khiết (thế danh Nguyễn Văn Kỉnh, 17 tháng 12 năm 1890 – 25 tháng 2 năm 1973) là Đệ nhất Tăng thống Giáo hội Phật giáo Việt Nam thống nhất kể từ khi tổ chức này thành lập năm 1964 đến khi ông qua đời.
Ông sinh tại huyện Phú Vang, tỉnh Thừa Thiên Huế. Thuở nhỏ, ông học chữ Nho tại nhà; đến năm 1910 thì cùng anh ruột xuất gia tại chùa Tường Vân, nhận pháp tự Chơn Thường, pháp danh Trừng Thông. Năm 1916 ông trở thành trụ trì chùa Phước Huệ ở Vĩ Dạ, bốn năm sau được ban pháp hiệu Tịnh Khiết, là tổ thứ 42 phái Lâm tế. Năm 1938, ông là chứng minh đạo sư sáng lập An Nam Phật học hội. Năm 1956, ông tham dự Đại hội Phật giáo thế giới tại Thái Lan.
Trong các năm 1962, 1963, ông tham gia lãnh đạo Phật giáo đấu tranh chống chính sách kỳ thị tôn giáo dưới chế độ Ngô Đình Diệm. Năm 1964 ông được bầu làm Đệ nhất Tăng thống Giáo hội Phật giáo Việt Nam Thống nhất, vào Sài Gòn trụ trì tại chùa Ấn Quang, chỉ đạo phong trào chống chế độ đàn áp Phật giáo của chính quyền Việt Nam Cộng hòa. Sinh thời, ông có giao du với chí sĩ Phan Bội Châu và đã trực tiếp truyền giới cho hơn 50 đệ tử xuất gia. Năm 1972, ông trở về Huế rồi viên tịch tại chùa Tường Vân vào ngày 25 tháng 2 năm 1973, tháp mộ tại vườn chùa Tường Vân.

## Tiểu sử
Thích Tịnh Khiết, thế danh là Nguyễn Văn Kỉnh, sinh ngày 17 tháng 12 năm 1891 tại làng Dưỡng Mong Thượng, xã Phú Mỹ, huyện Phú Vang, tỉnh Thừa Thiên (nay là thôn Dưỡng Mong, xã Phú Mỹ, huyện Phú Vang, tỉnh Thừa Thiên Huế). Ông là con thứ ba trong gia đình; cha là ông Nguyễn Văn Toán còn mẹ là bà Tôn Nữ Thị Lý. Anh trai ông là Hoà thượng Trừng Hương – Tịnh Hạnh.